# 德意志邦聯成員邦國

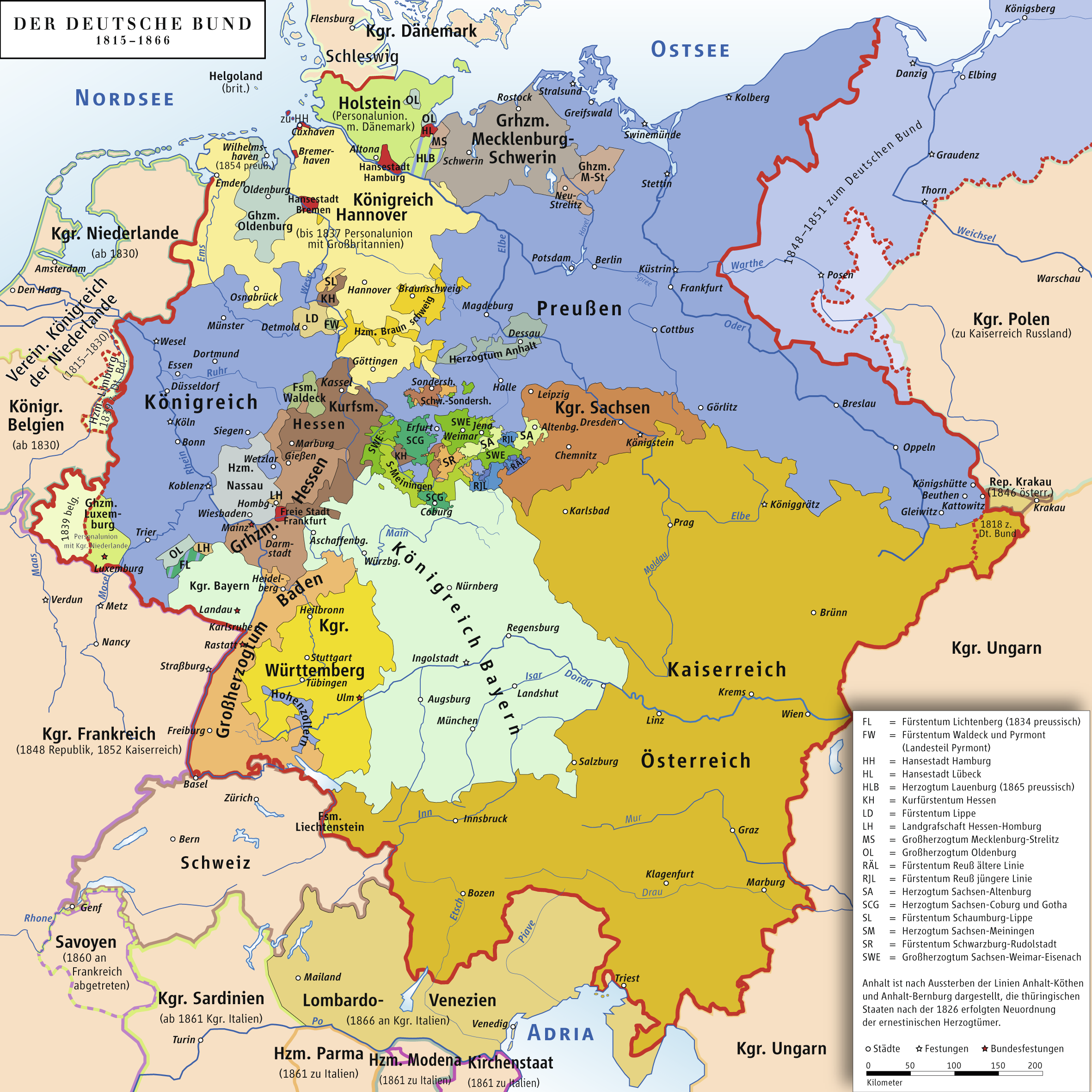
德意志邦聯

德意志邦聯的邦國於1815年6月20日加入這一組織，一直到1866年8月24日邦聯解體期间的所有成員國的變化。總的來說，德意志邦聯的範圍基本與法國大革命爆發時神聖羅馬帝國的領土一致，但比較明顯的一部分就是排除了瑞士、比利時、荷蘭、北意大利這些不再以德意志為民族認同的地區。邦聯主要可以被分以下幾部分：奧地利帝國、普魯士王國、法國曾經佔領的萊茵河西岸地區以及前萊茵邦聯的全部成員國。

## 成員國

### 帝國
1. 奧地利帝國，不包括匈牙利王國、特蘭西瓦尼亞公國和克羅地亞-斯拉沃尼亞王國（所有這些都在多瑙河雙君主制下成為匈牙利王國的一部分），倫巴第-威尼斯王國（1859割讓給意大利）、布科維納公國以及達爾馬提亞和加利西亞王國。
  1.  奧地利大公國（1849 年分裂為上奧地利和下奧地利）
  2.  波西米亞王國
  3.  摩拉維亞侯國
  4.  薩爾茨堡大公國
  5.  卡林西亞公國
  6.  卡尼奧拉公國
  7.  上下西里西亞公國
  8.  施蒂里亞公國
  9.  濱海區（由戈里齊亞和格拉迪斯、伊斯特拉和的里雅斯特組成）
  10.  蒂羅爾
  11.  福拉爾貝格

### 王國
1. 普魯士王國（不包括波森、東普魯士和西普魯士）
  1.  勃蘭登堡
  2.  波美拉尼亞
  3.  萊茵省（直到1822年為下萊茵大公國和于利希-克莱沃-贝格省）
  4.  薩克森
  5.  西里西亞省
  6.  西發利亞省

1. 巴伐利亞王國
  1. 上巴伐利亞
  2. 上弗蘭肯
  3. 施瓦本
  4. 上普法爾茨
  5. 中弗蘭肯
  6. 下巴伐利亞
  7. 下弗蘭肯
  8. 普法爾茨
2. 漢諾威王國（在1837年之前與英國聯合）
3. 薩克森王國
4. 符騰堡王國

### 大公國
1. 黑森選侯國（也稱為黑森-卡塞爾）
2. 巴登大公國
3. 黑森大公國（也稱為黑森-達姆施塔特）
4. 盧森堡大公國（與荷蘭聯合王國合併；1839年荷蘭聯合王國解體時，其西部一半以上的領土被比利時奪走，從而導致林堡公國成為邦聯成員國）
5. 梅克倫堡-什未林大公國
6. 梅克倫堡-施特雷利茨大公國
7. 奧爾登堡大公國
8. 薩克森-威瑪-艾森納赫大公国

### 公國
1. 不倫瑞克公國（原不倫瑞克-沃爾芬比特爾公國）
2. 荷爾斯泰因公國（與丹麥王國聯合；不是萊茵聯邦的前成員）
  1.  石勒蘇益格公國（丹麥的一個封地，與荷爾斯泰因公國同屬丹麥王國，不是神聖羅馬帝國或萊茵聯盟的前成員。親德分離主義者控制的石勒蘇益格-荷爾斯泰因政府（1848-51）推動石勒蘇益格加入德意志邦聯，這並未得到邦聯和丹麥政府的承認，1851年的協議明確規定石勒蘇益格不是成員國）
3. 林堡公國（於1839年成為與荷蘭聯合的成員國，以補償因荷蘭聯合王國解體而造成的盧森堡大公國領土損失）
4. 拿騷公國
5. 薩克森-科堡-薩爾費爾德公國（1826年的薩克森-科堡和哥達）
6. 薩克森-哥達-阿爾滕堡公國（1826年的薩克森-阿爾滕堡）
7. 薩克森-希爾德布格豪森公國（1826年解散；領土與薩克森-邁寧根合併）
8. 薩克森-勞恩堡公國（與丹麥王國合併）
9. 薩克森-邁寧根公國
10. 安哈爾特-贝恩堡公國（1863年與安哈爾特-德紹合併）
11. 安哈爾特-德紹公國（1853年安哈爾特-德紹-科騰公國；1863 年安哈爾特公國）
12. 安哈爾特-克滕公國（1853年與哈爾特-德紹合併）

### 親王國
1. 霍亨索倫-黑興根親王國（1850年與普魯士王國合併）
2. 霍亨索倫-西格馬林根親王國（1850年與普魯士王國合併）
3. 列支敦士登親王國
4. 利珀親王國
5. 羅伊斯幼系親王國
6. 羅伊斯-格賴茨親王國
7. 紹姆堡-利珀親王國
8. 施瓦茨堡-魯多爾施塔特親王國
9. 施瓦茨堡-松德斯豪森親王國
10. 瓦爾代克和皮爾蒙特親王國
11. 黑森-洪堡伯國（1817年成為成員；1866年與黑森大公國合併）

### 自由城市
1. 美因河畔法蘭克福自由城
2. 不來梅自由漢薩市（仍然是聯邦德國的一個組成部分）
3. 漢堡自由漢薩城（仍然是聯邦德國的組成部分）
4. 呂貝克自由漢薩市